# 北海道教育大学附属函館中学校
北海道教育大学附属函館中学校（ほっかいどうきょういくだいがくふぞくはこだてちゅうがっこう）は、北海道函館市にある北海道教育大学附属の中学校。北海道教育大学4校の一つ。

## 概要
北海道教育大学の附属機関であるため教育実習が多く、毎年研究大会が開かれており実験的な授業が行われる事も少なくない。同校教諭は「大学職員」という位置づけなので「教官」と呼称され、職員室にあたる場所は教官室であるが、生徒は他校同様「先生」と呼ぶ。学校長は教育大学函館校の担当教授が任ぜられるが、実務は副校長が担っている。

通学指定区域は無く、登下校の時間と安全が確保できれば通学可能であるが、基本的には函館市内に限られる。以前は生徒数は1学年3学級編成（定員105名、35名×3クラス）であったが、最近は105人を下回る学年も存在している。北海道教育大学附属函館小学校から進学した約70名と、中学受験をして入学した約35名で構成される。尚、生徒の間では前者を「内部生」（通称内部）、後者を「外部生」（通称外部）と呼ぶことがある。附属高校は存在しない為、ほぼ全員が外部の高校へ進学する。

## 沿革
- 1951年4月1日 北海道学芸大学附属函館中学校に改称。
- 1966年4月1日 北海道教育大学教育学部附属函館中学校に改称。
- 1974年4月1日 北海道教育大学附属函館中学校に改称。
- 2004年4月1日 国立大学法人北海道教育大学附属函館中学校となる。
- 2007年11月23日 60周年記念式典及び祝賀会を挙行する

## 著名な出身者
- 野村修也（商法学者・中央大学法科大学院教授・森・濱田松本法律事務所弁護士。函館ラ・サール高等学校へ進学）